# Pałac w Goszycach
Pałac Goszyce (niem. Schloß Hassitz) – pałac wybudowany w latach 1720–1730 w Kłodzku, siedziba właścicieli majątku ziemskiego w Jurandowie. Pałac całkowicie spłonął w 1971 roku.

## Położenie
Pałac goszycki znajdował się w niewielkiej odległości od dworca kolejowego Kłodzko Główne, na prawym brzegu Nysy Kłodzkiej, na lekkim stoku przy ul. Zamkowej 5, w kłodzkiej dzielnicy Goszyce. W jego pobliżu przechodzi droga krajowa nr 33 do Boboszowa (granicy z Czechami).

## Historia
Folwark w Jurandowie znany jest już z dokumentów pochodzących z XIV wieku. Należał on wtedy do Jana Tschetscherwanga. Pałac w ostatniej znanej nam formie został wzniesiony w latach 1720–1730, kiedy jego właścicielem był baron Pilati. Do 1890 r. pałac stanowił siedzibę dworu panów Goszyc, a po przyłączeniu ich wsi do Kłodzka w tym samym roku był ich posiadłością rodową. 25 czerwca 1807 r. podpisywano tu akt kapitulacji pruskiego komendanta Twierdzy Kłodzkiej wobec oblegających Kłodzko Francuzów.
Po zakończeniu II wojny światowej pałac został przejęty przez Skarb Państwa i popadał w ruinę, w tym również znajdujący się w jego sąsiedztwie park. Około 1950 r. przymierzano się do otwarcia tu Muzeum Ziemi Kłodzkiej. Zbierano nawet pieniądze na ten cel organizując loterię fantową. Niestety stan techniczny budynku i panująca tam wilgoć uniemożliwiły realizację tego przedsięwzięcia. Pałac spłonął całkowicie w czerwcu 1971 r. Według przypuszczeń budynek został podpalony celowo, w celu uniknięcia opłat związanych z jego konserwacją. Ocalałe fragmenty kamieniarki zostały wymontowane i zabezpieczone oraz przekazane do Muzeum Ziemi Kłodzkiej. A jeszcze w latach 60. i 70. XX w. grono historyków sztuki i architektów apelowało o renowację pałacu:

Mamy nadzieję, że budowlą o tak wysokiej wartości artystycznej zajmą się w najbliższym czasie władze konserwatorskie.

## Architektura
Układ budynku był ściśle symetryczny, z dużą sienią reprezentacyjną na osi, która prowadziła do efektownej klatki schodowej. Boczna klatka schodowa, zwana służbową mieściła się wraz z zamontowanymi w późniejszym okresie toaletami w ryzalicie północnym, któremu odpowiadał południowy, mieszczący niedużą alkowę. W parterze zachowały się dobrze ładne sklepienia żaglaste z lunetami. Na szczególna uwagę zasługiwała spora sala w narożniku południowym, zajmująca ok. 90 m² powierzchni, o sklepieniach wspartych na centralnym słupie. Na piętrze noszącym znamiona reprezentacyjności znajdował się podobny układ pomieszczeń jak w hallu, z tą różnicą, że tam nad sienią jest wyjście na niewielki balkon nad portalem frontowym.
Zwarta bryła budynku, w miarę rozczłonkowana wyróżniała się detalami architektonicznymi, wykonanymi w znacznej części z kamienia. Wejścia do pałacu były zaakcentowane portalami balkonowymi. Szczególnie wyróżniał się na tym tle portal, flankowany parami zwielokrotnionych pilastrów korynckich, ustawionych w lekkim rozchyleniu. Kostki architrawu i baniastego fryzu, również parokrotnie krępowane, wspólnie z bogatym, silnie wyładowanym kluczem dźwigają gzyms łukowo wysunięty. Na gzymsie spoczywa półażurowe oporęczowanie. Czołowe pilastry i parapet pokryte są nie narzucającym się ornamentem wstęgowym. Łęk drzwiowy w parterze, o nieznacznym spłaszczeniu, ujęty był w gładką archiwoltę na impostach. Drzwi balkonowe (na piętrze) ujęte były w parę wolut o bardzo wytwornej, smukłej linii, dźwigających lekki gzyms. Z nim łączyły się fantazyjne głowice-wsporniki, należące do płaskorzeźbionych pilastrów stanowiących zewnętrzną ramę całości. Między gzymsem a trapezowym lekko wklęsłym bokami tympanonem ruchliwa para lwów dzierżyła tarczę herbową.
Obramienia okien, w parterze były skromniejsze, a na piętrze bardziej sute. Od frontu istniał niegdyś gazon, przypuszczalnie eliptyczny. Wjazd na osi przez piękną bramę uświetniony był rokokowymi wazonami na filarach. Bramę od południa flankowały dwa obeliski na silnych postumentach.

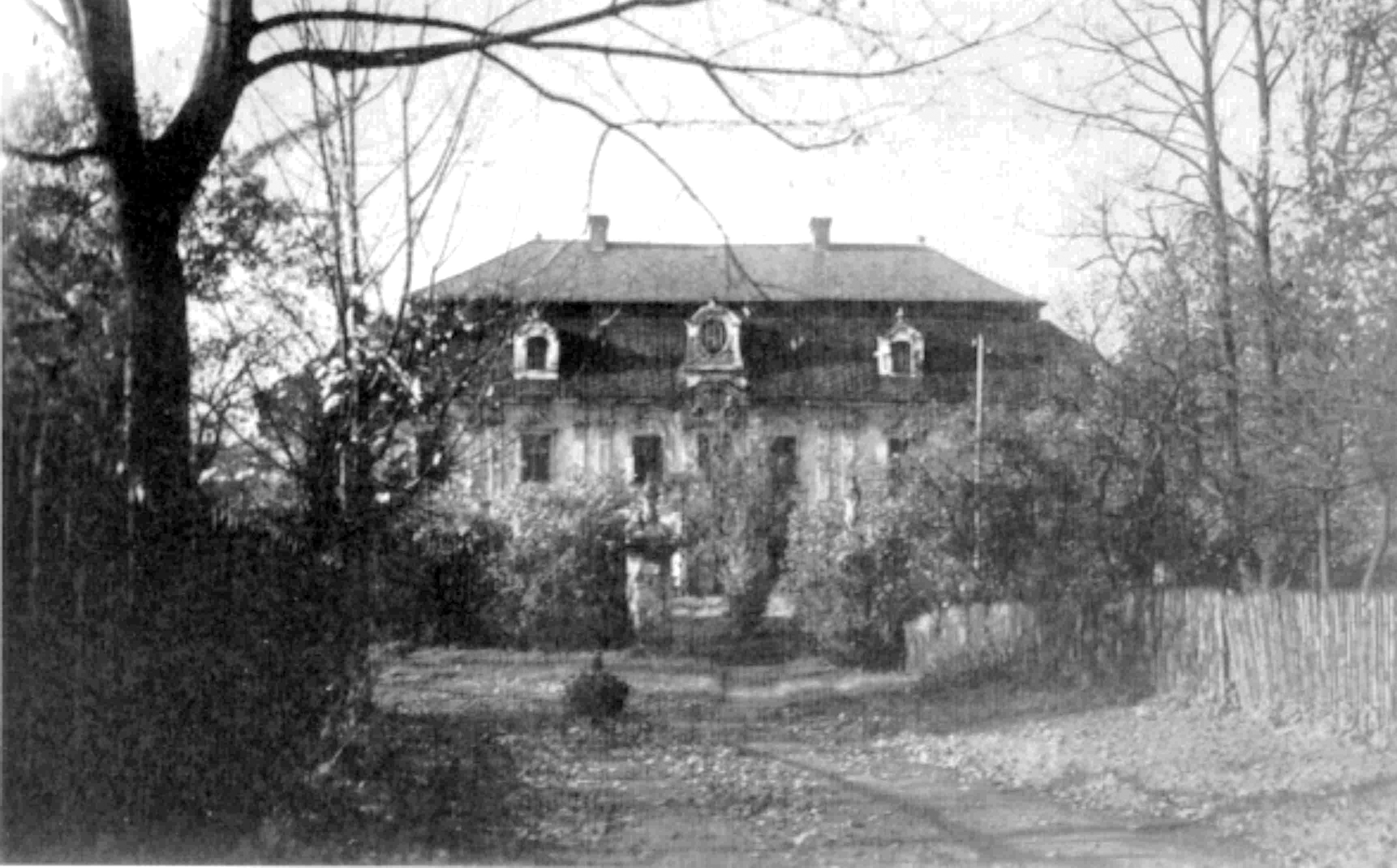
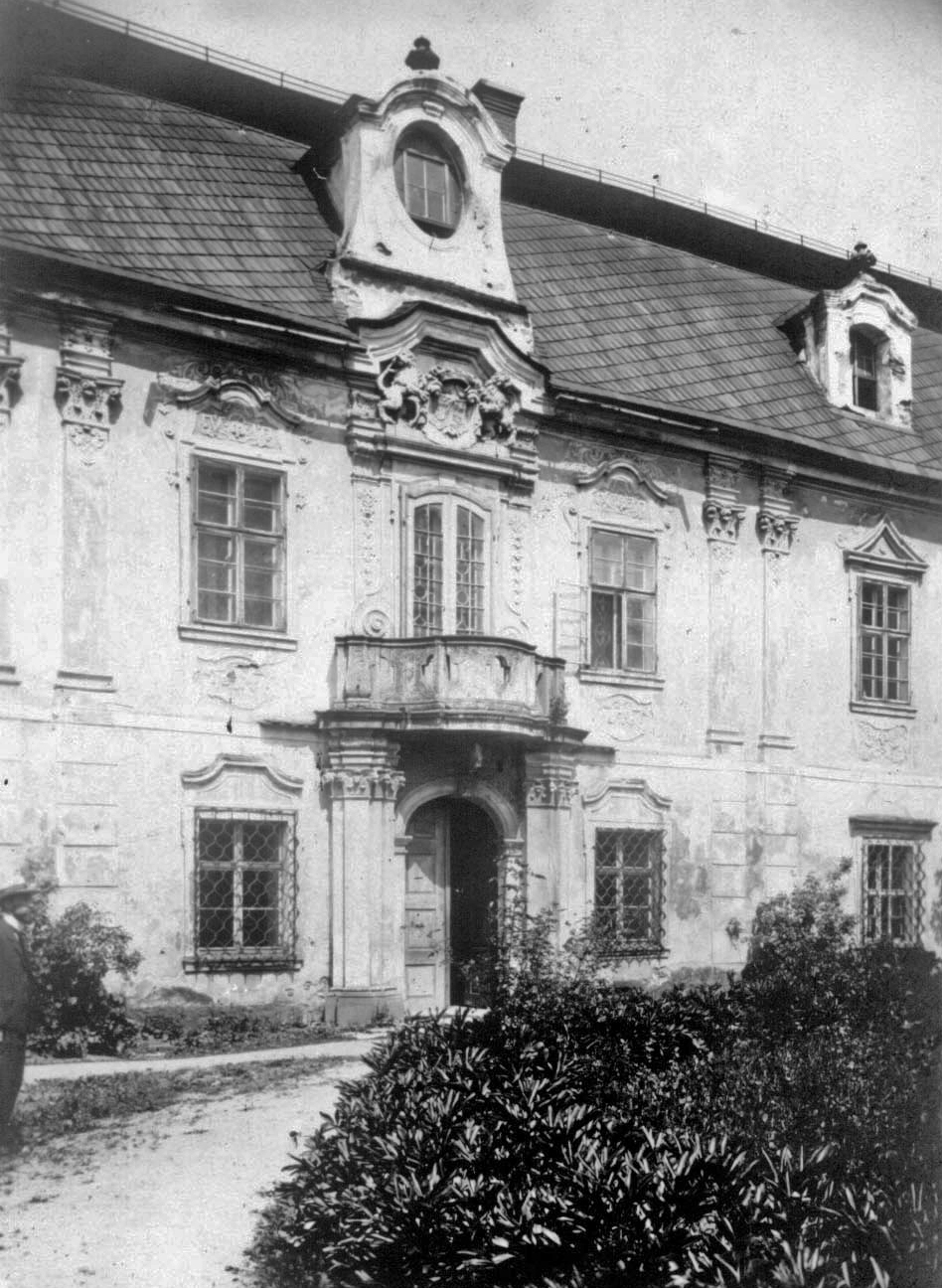
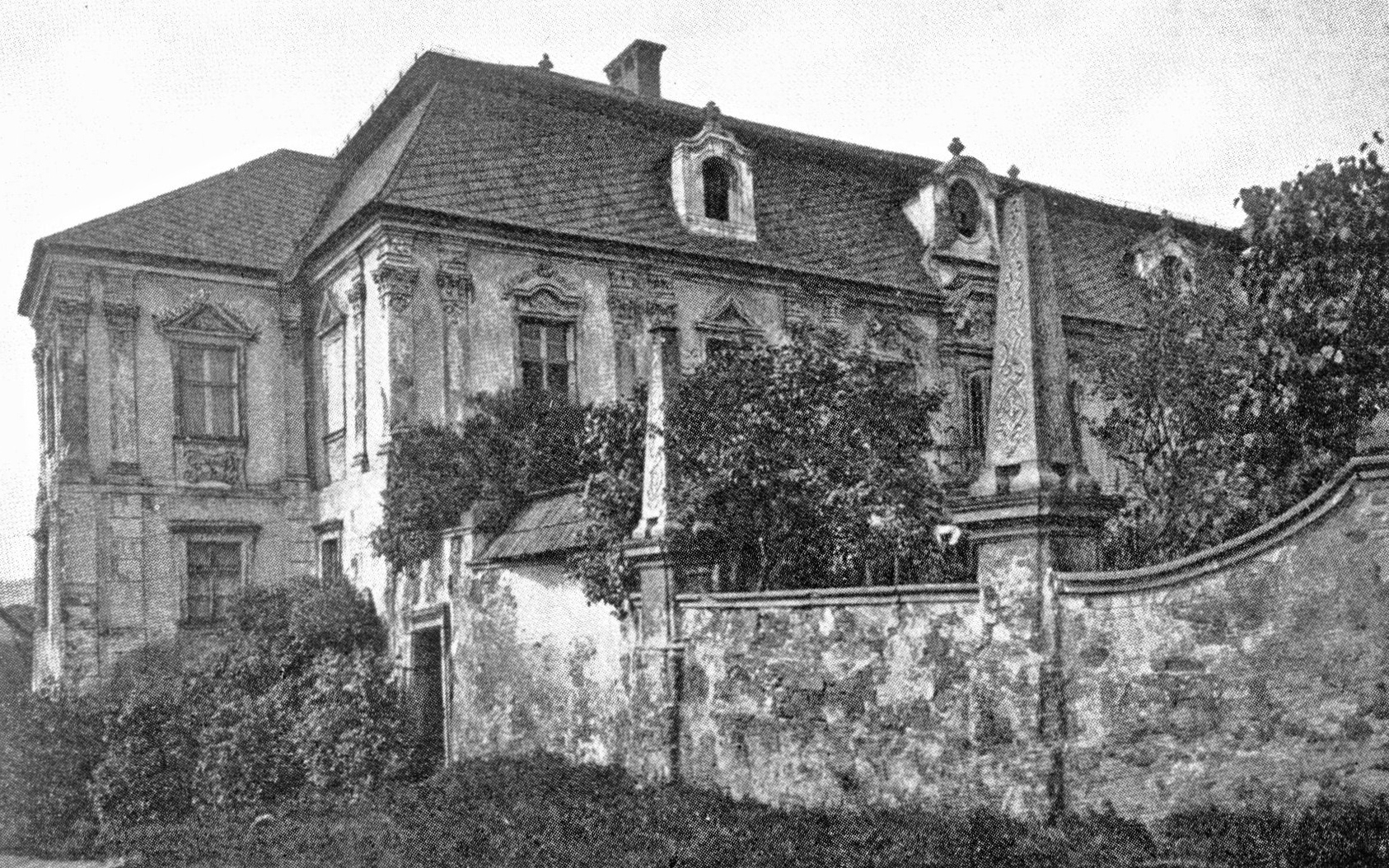
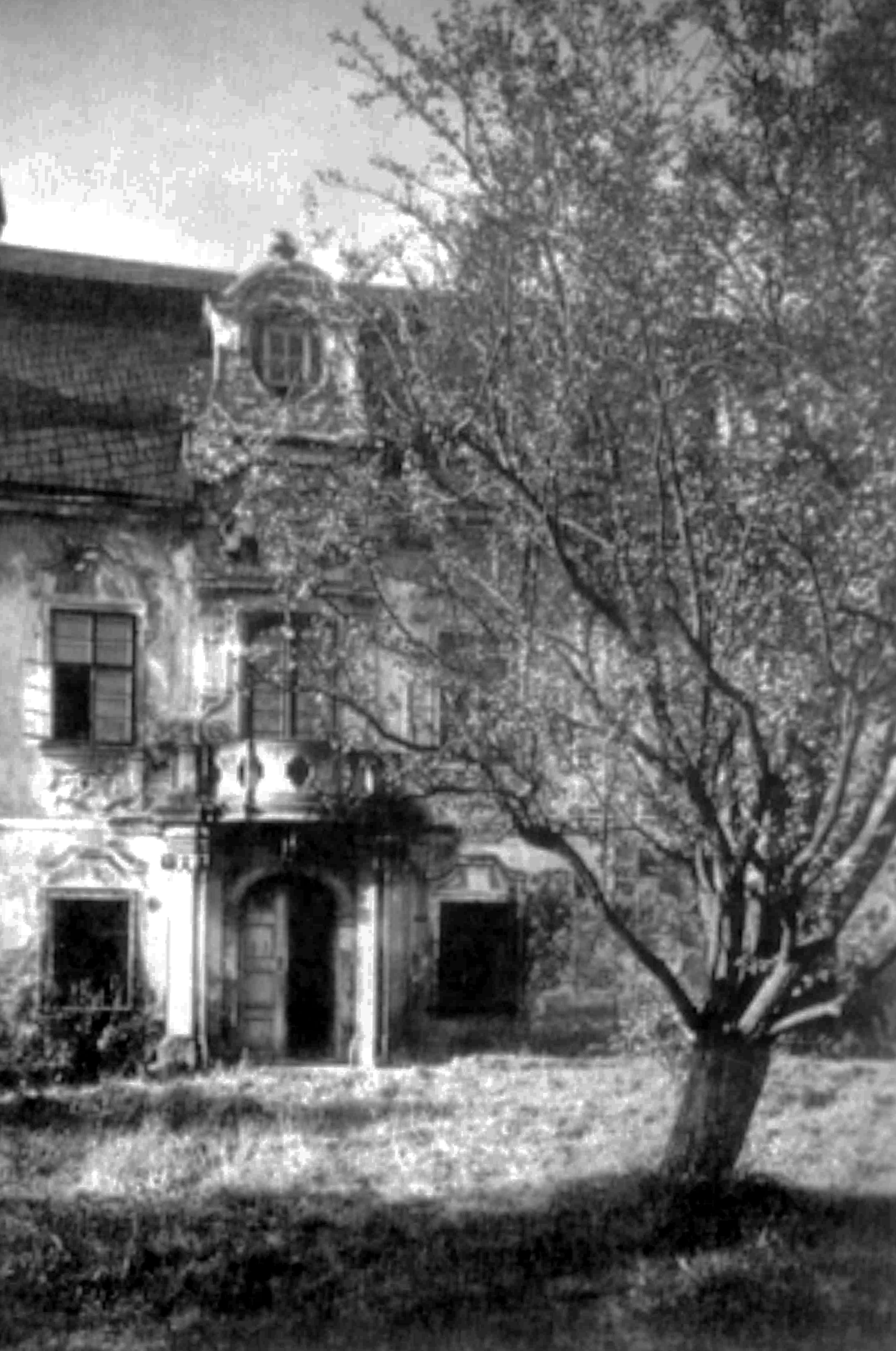
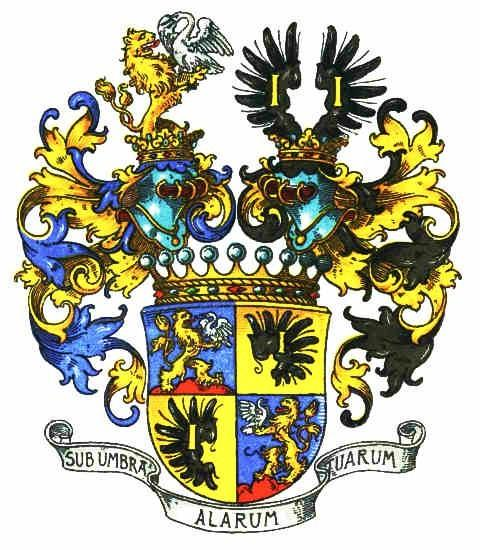
Herb Pilati von Thassul zu Daxberg